# Micuo Ogasawara
Micuo Ogasawara (* 5. dubna 1979) je japonský fotbalista a bývalý reprezentant.

## Reprezentační kariéra
Micuo Ogasawara odehrál 53 reprezentačních utkání. S japonskou reprezentací se zúčastnil Mistrovství světa 2002 v Japonsku a Jižní Koreji a Mistrovství světa 2006 v Německu.

## Statistiky
| Japonsko | Japonsko | Japonsko |
| Roky     | Záp.     | Góly     |
| -------- | -------- | -------- |
| 2002     | 8        | 0        |
| 2003     | 8        | 0        |
| 2004     | 12       | 2        |
| 2005     | 15       | 4        |
| 2006     | 10       | 1        |
| 2007     | 0        | 0        |
| 2008     | 0        | 0        |
| 2009     | 0        | 0        |
| 2010     | 2        | 0        |
| Celkem   | 53       | 7        |